# Sacrosanto
Sacrosanto è il sesto album in studio del disc jockey italiano DJ Shocca, pubblicato il 26 maggio 2023. Il disco, composto da otto brani, include numerose collaborazioni con artisti della scena hip hop italiana.
Il 28 luglio 2023, a circa due mesi dall'uscita dell'album, è stato pubblicato il singolo El clásico.  Successivamente, il 19 gennaio 2024, è stata pubblicata l'edizione Deluxe di Sacrosanto, contenente il brano El clásico e l’inedito La fame.

## Tracce
1. Shaq & Lebron (feat. Ensi, Nerone) – 2:37
2. 90 (feat. Kaos, Emis Killa) – 2:43
3. Sembrava impossibile (feat. Sottotono, Sissi, Gemitaiz) – 2:38
4. Full effect (feat. Egreen, Danno) – 2:46
5. Vera struggle (feat. Mostro, Ghemon, Mattak) – 2:59
6. Senza di te (feat. Mistaman, Frank Siciliano) – 3:38
7. Il Resto è storia (feat. Inoki, Nitro) – 2:56
8. No survivor / La lezione (feat. Madbuddy) – 3:22

Deluxe Edition
1. El clásico (feat. Ele A, Guè) – 2:47
2. La fame (feat. Silent Bob, Clementino) – 2:44

## Classifiche
| Classifica (2023) | Posizione massima |
| ----------------- | ----------------- |
| Italia            | 22                |